# Trava (otok)
Trava je hrid u blizini Cavtata i pripada Cavtatskim otocima. Hrid je djelomično prekrivena oskudnom vegetacijom.
Površina hridi iznosi 5084 m2. Duljina obalne crte iznosi 314 m, a iz mora se uzdiže 10 metara.
Hrid je dio ornitološkog rezervata galeba klaukavca.

## Vanjske poveznice
- Fotografije hridi Trava  Arhivirana inačica izvorne stranice od 8. studenoga 2023. (Wayback Machine) (ciopa.hr)